# Hirata, Fukushima
Hirata (平田村 Hirata-mura) là làng thuộc huyện Ishikawa, tỉnh Fukushima, Nhật Bản. Tính đến ngày 1 tháng 10 năm 2020, dân số ước tính của làng là 5.826 người và mật độ dân số là 62 người/km2. Tổng diện tích của làng là 93,42 km2.

## Địa lý

### Đô thị lân cận
- Fukushima
  - Iwaki
  - Kōriyama
  - Sukagawa
  - Tamakawa
  - Ishikawa
  - Furudono
  - Ono

## Giao thông

### Cao tốc/Xa lộ
- Abukuma Kōgen Road
- Quốc lộ 49
- Quốc lộ 349